# Vuldulf
Vuldulf   ( - 371 (Gregorià)) o Vultulf (en llatí:Vultulfus/Vuldulfus; de vult (grandesa/fama i ulf (llop) va ser un príncep gretung del segle iv, membre de la dinastia dels Amals. D'acord amb l'obra Getica de Jordanes, Vuldulf pertanyia a la desena generació de líders gots, sent ell fill d'Aquiulf, germà de Hermenric, Ediulf i Ansila, i pare de Valaravà.
Segons Hyun Jin Kim, Vuldulf podria ser identificat amb el Kan dels huns Uldin, que cap el 405 va derrotar els vàndals amb auxili del seu fill. Tal al·legació es basa en el passatge 48.252 de la Getica, en la qual Vinitari i el seu pare Valaravà són exclosos del llinatge dels Amals i Vandalàri és identificat com fill d'un dels germans de Hermenric. Segons els relats antics, Vandalàri per aquest època, 405, va derrotar els vàndals, reforçant la identificació.